# Кавурд-бек
Кавурд-бек или Имад ад-Дин Кара-Арслан Ахмад Кавурд ибн Чагры (*д/р — 1073) — основатель Керманского государства Сельджуков, малик в 1043—1073 годах. Происходил из династии Сельджукидов, старший сын Чагры-бека, брат Алпарслана, султана Великих Сельджуков.

## Биография
О дате рождения ничего неизвестно.
Принимал участие в битве при Данданакане, где сельджукское войско нанесло сокрушительное поражение армии Газневидов. В 1040 году на великом курултае в Мерве, Кавурд получил задание захватить Керман, который на то время принадлежал Буидам.
В течение 1042—1043 годов захватил значительную часть провинции Керман, однако в 1043 году потерпел поражение от войск Абу Калиджара.
Только в 1048 году Кавурд начал новое наступление на крепость Кермана, воспользовавшись одновременным продвижением на юг Персии войск Тогрула I. Того же года на сторону Сельджуков перешел местный малик (наместник) Кермана, что позволило Кавурду без боя захватить город. Последующая смерть Абу Калиджара и борьба между его наследниками способствовали усилению власти Кавурда в этой области. Он захватил владения Буидов до Ормузского пролива. Вслед за этим овладел северным Оманом.
С этого момента Кавурд стал фактически самостоятельным правителем, хотя со статусом малика, поскольку признавал верховную власть султанов Великих Сельджуков. Впрочем, постепенно Кавурд становился все более самостоятельным. Он принял почётный титул (лакаб) Имад ад-Даула. До конца 1040-х годов установил превосходство над Систаном, где правила династия Насридов.
В то же время много сделал для развития полунезависимого государства: построен караван-сарай, торговые пути освобождены от разбойников, купцам и ремесленникам предоставлены привелегии. При этом для укрепления своего положения Кавурд женился на дочерях местных мелких беков и ханов. Летом проводил время в городе Керман (переименован на Бердасир), зимой — в Джируфти. Важным портом стал Ормуз, что давал значительные состояния Кавурду.
В 1059 году оказал помощь Тогрул-беку в подавлении восстания туркменов Ибрагима Инала. В 1062 году нанёс поражение династии Шабагкара, правившей в Фарсе.
В 1063 году после смерти Тогрула I и вступления на трон Алп-Арслана Кавурд объявил себя независимым правителем Кермана и прекратил перевод налогов в государственную казну. В 1064 году против него выступил Алп-Арслан. В конце концов удалось мирно решить противоречия, а Кавурд признал статус младшего брата и обязался платить налоги. Впрочем в 1067 году правитель Кермана снова восстал против брата — султана, но Алп-Арслан довольно быстро сумел выступить с большим войском против Кавурда, что тот во второй раз вынужден был признать верховенство султана Великих Сельджуков. В 1070 году подавил попытку сына Султан-шаха овладеть Керманом.
В 1073 году после смерти султана Алп-Арслана Кавурд объявил о своих правах на трон Великих Сельджуков, выступив против собственного племянника Малик-шаха I. Во главе войска Кавурд в мае 1073 года подошел к Исфахану. 16 мая 1073 года в окрестностях Хамадана состоялась битва между Кавурдом и Малик-шахом, в которой войска Кермана потерпели поражение. Кавурд был схвачен и казнен по приказу великого визиря Низама аль-Мулька. Старшие сыновья Кавурда были казнены или ослеплены. Оставлено только три сына Кавурда.

## Семья
- Керман-шах, малик Кермана в 1073—1074 годах
- Хусейн Омар-шах
- Султан-шах, малик в 1074—1085 годах
- Туран-шах, султан в 1085—1097 годах
- Мирдан-шах